# Эйриксйёкюдль
Эйриксйёкюдль (исл. Eiríksjökull) — небольшой ледник в Исландии, находится в западной части Исландского плато, на территории региона Вестюрланд. Недалеко расположен второй по величине ледник Исландии Лаунгйёкюдль, который окружает Эйриксйёкюдль с северной (на расстоянии ≈ 4 км) и восточной (≈ 10 км) сторон.
Площадь ледника составляет 22 км², длина и ширина — ≈ 5 км. Ледник покрывает одноимённую столовую гору, сложенную из вулканического туфа. Гора образовалась в результате подледного извержения магмы, с дальнейшим образованием над этим местом мощного (толщиной ≈ 750 м) щита из застывшей лавы. Наивысшая точка ледника расположена на высоте 1675 м над уровнем моря.